# بيرسي إدغار إيفرت
بيرسي إدغار إيفرت (بالإنجليزية: Percy Edgar Everett)‏ هو مهندس معماري أسترالي، ولد في 26 يونيو 1888، وتوفي في 6 مايو 1967.